# Salah Zulfikar

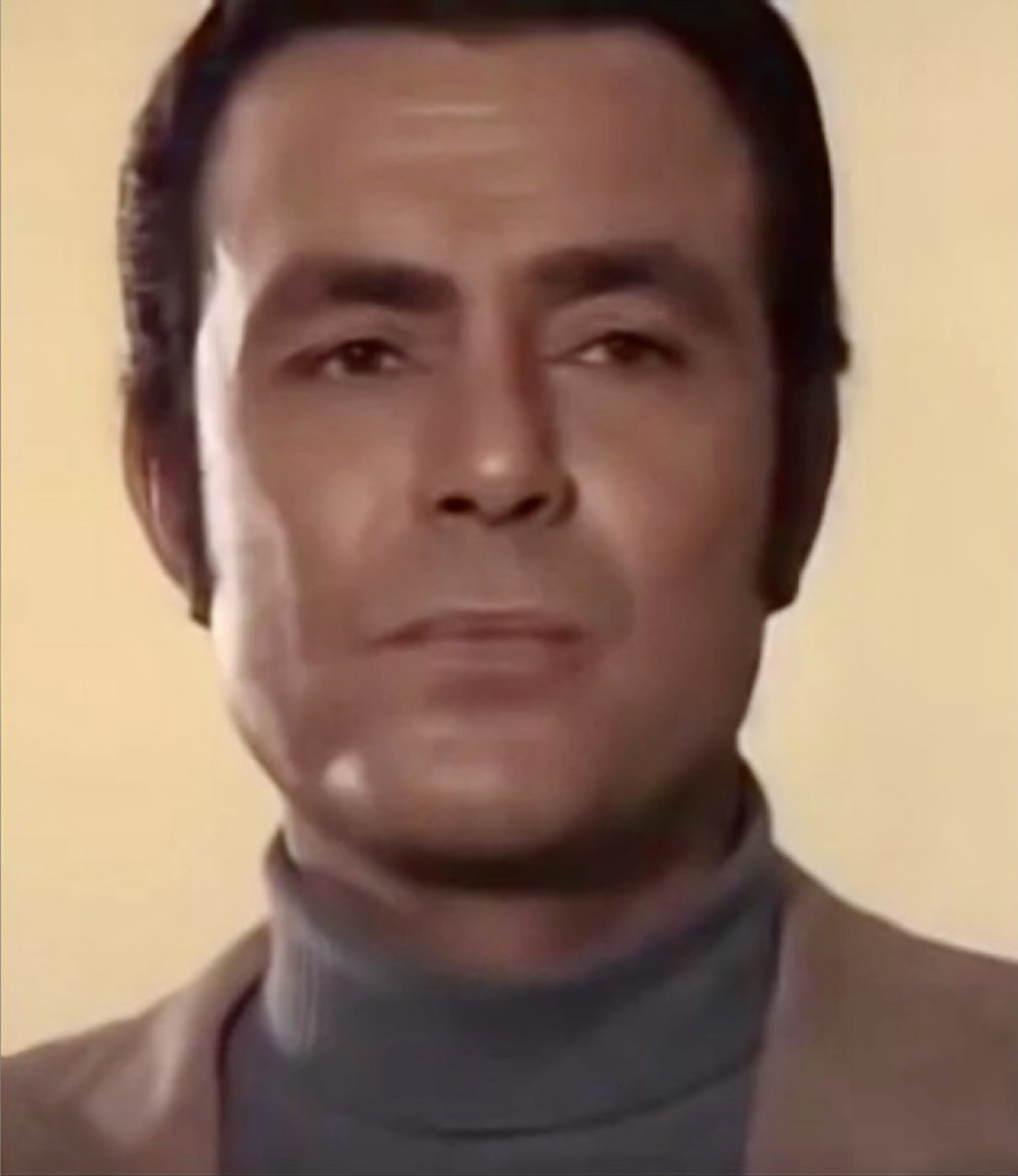
Salah Zulfikar, 1971

Salah Zulfikar (arabisch صلاح ذو الفقار , DMG Ṣalāḥ Ḏū l-Fiqār; * 18. Januar 1926 in al-Mahalla al-Kubra; † 22. Dezember 1993 in Kairo) war ein ägyptischer Schauspieler und Filmproduzent. Er begann seine Karriere als Polizist bei der ägyptischen Nationalpolizei, bevor er 1956 Schauspieler wurde.

## Frühe Lebensjahre
Salah El Din Ahmed Mourad Zulfikar wurde am 18. Januar 1926 in El Mahalla El Kubra geboren. Sein Vater, Ahmed Mourad Zulfikar, war leitender Polizeikommissar im Innenministerium und seine Mutter Nabila Hanem Zulfikar war französischer Abstammung. Zulfikar war der vierte von fünf Brüdern. Sein ältester Bruder, der Filmschauspieler und Regisseur Mahmoud Zulfikar, absolvierte ein Architekturstudium. Sein zweitältester Bruder Ezz-El-Din Zulfikar, ebenfalls Filmregisseur, und Kamal Zulfikar waren Militäroffiziere, während Zulfikar sich für die Polizeiakademie entschied; 1946 absolvierte er diese. Sein jüngerer Bruder trat der Handelsfakultät bei.
Zulfikar zeichnete sich durch sein Studium aus und war Sportler. Er war einer der ägyptischen Meister im Boxen und gewann 1947 den King’s Cup im Boxen (Federgewicht). Zulfikar trat zunächst der medizinischen Fakultät der Universität Alexandria bei, um seinem Vater zu gefallen, der sich wünschte, dass Zulfikar wie sein Großvater Arzt würde. Danach wechselte er seine Zulassung zur Polizeiakademie. Er schloss sein Studium 1946 ab. Zulfikar wurde in das Sicherheitsdirektorat von Menoufia und in die Gefängnisbehörde berufen und arbeitete auch als Lehrer an der Polizeiakademie.

## Filmkarriere
Salah Zulfikar Brüder Ezz-el-Din Zulfikar und Mahmoud Zulfikar waren berühmte Filmregisseure. In seiner Freizeit besuchte er Filmdrehs. 1955 bot ihm sein älterer Bruder Ezz-el-Din Zulfikar die Hauptrolle in dem Film Wakeful Eyes (عيون سهرانه) an. Zulfikar musste vom Innenministerium, das damals von Zakaria Mohieddin geleitet wurde, eine befristete Erlaubnis einholen, um in diesem Film zu arbeiten. Seinen zweiten und dritten Film Back Again (رد قلبي) und Jamila, die Algerierin (جميلة) drehte er ebenfalls mit befristeter Erlaubnis.
Nach seinem Erfolg musste Zulfikar eine berufliche Entscheidung treffen. Er bat den Minister um Entlassung, wurde aber aufgrund seiner beeindruckenden Bilanz zum Oberstleutnant befördert und erhielt eine vorzeitige Pension.

### 1950er Jahre
Salah Zulfikar zweiter Film Back Again (رد قلبي) von 1957 war sein erster Erfolg. Nach seiner Rolle als Azzam in Jamila, der Algerier (جميلة) (1958) wurden ihm viele Drehbücher angeboten.
Im Jahr 1959 spielte Zulfikar in fünf Filmen mit, darunter im Actionfilm The Second Man (الرجل الثاني) und der Romanze Love Until Worship (حب حتى العبادة) mit Tahiyya Kariokka. Alle waren Gelegenheiten für Zulfikar, eine Karriere aufzubauen.

### 1960er Jahre
Große Erfolge erzielte Zulfikar mit einer Auswahl abwechslungsreicher Rollen, zum Beispiel mit seinem 1961er Film Love is like this (الحب كده) mit Sabah und A Date with the Past (موعد مع الحياة) mit Mariam Fakhr Eddin. Es folgte 1963 seine Rolle in Saladin (الناصر صلاح الدين) von Youssef Chahine, wo er als Issa El Awam die Hauptrolle spielt. Im folgenden Jahr spielte er Doktor Hamooda in Soft Hands (الأيدي الناعمة). Der Film war 1964 auf den Internationalen Filmfestspielen Berlin zu sehen.
Im selben Jahr spielte er die Rolle eines ägyptischen Polizisten im italienischen Film Heiße Spur Kairo-London (La sfinge sorride prima di morire – Stop Londra). Das Liebesdrama Dearer than my Life (أغلى من حياتي) war ein großer Erfolg und brachte ihm den Staatspreis als bester Schauspieler ein. Die romantischen Komödien My Wife, the General Director (مراتي مدير عام), My Wife's Dignity (كرامة زوجتي) und My Wife’s Goblin (عفريت مراتي) mit der Schauspielerin Shadia verhalfen ihm damals in Ägypten zu Popularität. Sein Film Good Morning, My Dear Wife  (صباح الخير يا زوجتي العزيزة) im Jahr 1969 war ein Kassenerfolg, der Zulfikar ermutigte, einer neuen Generation von Schauspielerinnen wie Mervat Amin, Naglaa Fathy und Nelly eine Chance zu geben, in seinen nächsten Filmen wie mitzuspielen.

### 1970er Jahre
Zulfikar begann dieses Jahrzehnt mit einer Hauptrolle in dem Blockbuster mit Soad Hosny als Amin Akef in Sunset and Sunrise (غروب وشروق) von Kamal El Sheikh im Jahr 1970. Im selben Jahr erschienen Eye of Life (عين الحياة) und Faceless Men (رجال بلا ملامح) mit Schauspielerin Nadia Lutfi in der Hauptrolle. Zulfikar erlebte einen Wendepunkt mit einer Schurkenrolle in dem Kriminalthriller The Killers (القتلة), der 1971 eine gute Einspielquote erzielte. 1971 spielte Zulfikar mit Faten Hamama in einem Kurzfilm namens Witch (Sahera), und Zulfikar trat 1972 wieder mit Soad Hosny in Those People of the Nile (الناس والنيل) unter der Regie von Youssef Chahine auf. 1972 spielte er mit Sabah in Paris and Love (باريس والحب).
1973 erzielte Zulfikar als Produzent mit seiner Produktion The Other Man (الرجل الآخر), in dem er auch mit Kamal El-Shennawi in der Hauptrolle spielte, einen Kassenerfolg.
Zulfikar spielte in dem mexikanischen Kurzfilm Nofretete und Echnaton (Nofretete y Akhenaton) (1973) von Raúl Araiza mit Geraldine Chaplin in der Rolle der ägyptischen Königin Nofretete und Zulfikar in der Rolle seines ägyptischen Mitkönigs Horemheb. Zulfikar spielte in 2 – 1 – 0 (اتنين-واحد-صفر) (1974) einen Mann, der an Schlaflosigkeit leidet, danach in In Summer We Must Love (في الصيف لازم نحب) (1974) und im selben Jahr Dunya (Dunya) mit Nelly in der Hauptrolle.
Ein weiterer Bösewicht war 1975 „Hafez“ in dem All-Star-Großproduktionsfilm The Sinners (المذنبون) mit Shoukry Sarhan und Nahed Sherief. Im selben Jahr spielte er eine Engelsfigur in A Sin of an Angel (Khateeat Malak).

### 1980er Jahre
In ähnlicher Weise waren seine Filme und Fernsehserien in den achtziger und frühen neunziger Jahren beliebt und erfolgreich, einschließlich seines Films Geheimbesuch (زيارة سرية) im Jahr 1981, in dem er einen Richter spielte.Zulfikar spielte 1982 die Hauptrolle in The Peacock (الطاووس), was ihm den Staatspreis für den besten Schauspieler einbrachte. Auch seine Rolle in Youssef Chahines Adieu Bonaparte (وداعا بونابارت) im Jahr 1985 als Cheikh Hassouna war ein kritischer Erfolg.
Zulfikar erlebte eine neue Stufe der künstlerischen Reife in seiner Filmkarriere Ende fünfzig, als er sich mit den Romanen ägyptischer Schriftsteller Ägyptens befasste und von 1982 bis 1985 keine Filme drehte. 1986 adaptierte er den Nagib-Mahfuz-Roman Please and Your Kindness (من فضلك وإحسانك) als Film. Dann folgte sein 1988er Film Sorry for the Bothering (آسف للإزعاج), eine Adaption der Geschichte von Anis Mansour. Zulfikar spielte auch in Komödien mit, so 1987 in The Barefoot Millionaire (المليونيرة الحافية) und 1988 in Handyman General Manager (الأسطي المدير).

### 1990er Jahre
Auch The Family of Mr. Shalash (عائلة الأستاذ شلش), eine TV-Serie aus dem Jahr 1990 mit der Schauspielerin Laila Taher, war ein großer Erfolg.
1992 spielte Zulfikar in Anything but my Daughter (إلا ابنتي) von Ihsan Abdel Quddus und in Minister in Plaster (وزير في الجبس) nach Fathy Ghanems Geschichte aus dem Jahr 1993 mit.
Zulfikars letzte Filmrollen waren in Road to Eilat (الطريق إلى إيلات) und Five Star Thieves (لصوص خمس نجوم), die 1994 postum veröffentlicht wurden.

## Tod
Salah Zulfikar starb am 22. Dezember 1993 im Polizeikrankenhaus in Kairo, Ägypten an einem plötzlichen Herzinfarkt.

## Auszeichnungen (Auswahl)
- Nationaler Ehrenpreis von Ägypten, in Anerkennung seiner nationalen Rolle in der Schlacht von Ismailia 1952
- Nationaler Ehrenpreis erster Klasse von Präsident Gamal Abdel Nasser in Würdigung seiner nationalen Rolle in den Schlachten des Suez 1956 im Jahr 1957
- Staatspreis als bester Hauptdarsteller für seine Rolle in „Weiche Hände“ (Al Aydy Al Naema) im Jahr 1964
- Staatspreis als bester Hauptdarsteller für seine Rolle in „Lieber als mein Leben“ (Aghla Min Hataty) im Jahr 1965
- Staatspreis für die beste Produzentin für „Meine Frau, der Generaldirektor“ (Mirati Moudir Aam) im Jahr 1966.
- Preis für den besten Film beim Filmfestival des Katholischen Zentrums für „Meine Frau, der Generaldirektor“ (Mirati Moudir Aam) im Jahr 1966
- Staatspreis für den besten Produzentenpreis für „Ich will eine Lösung“ (Orid hallan) im Jahr 1975
- Anerkennungsurkunde von Präsident Anwar Al-Sadat zum Art Day 1979
- Staatspreis als bester Hauptdarsteller für seine Rolle in „Der Pfau“ (El Tawoos) im Jahr 1982.

## Filmografie
die deutschen Titel sind mit wenigen Ausnahmen Übersetzungen des Originaltitels

### Spielfilme
- 1944: Hababa
- 1956: Beobachtende Augen (عيون سهرانه)
- 1957: Die Antwort meines Herzens (رد قلبي)
- 1958: Schön (جميلة)
- 1959: Licht der Nacht (نور الليل)
- 1959: Verbotene Frauen (نساء محرمات)
- 1959: Liebe bis zur Anbetung (حب حتى العبادة)
- 1959: Zwischen den Ruinen (بين الأطلال)
- 1959: Der zweite Mann (الرجل الثاني)
- 1960: Engel und Dämon (ملاك وشيطان)
- 1960: Geld und Frauen (مال ونساء)
- 1960: Für den Lebensunterhalt (لقمة العيش)
- 1960: Das Geheimnis einer Frau (سر امرأة)
- 1960: Ich klage an (إني أتهم)
- 1960: Heiliger Rabat (الرباط المقدس)
- 1961: Einsam (وحيدة)
- 1961: Ein Date mit der Vergangenheit (موعد مع الحياة)
- 1961: Sturm der Liebe (عاصفة من الحب)
- 1961: Der Weg der Helden (طريق الأبطال)
- 1961: Ich und meine Töchter (أنا وبناتي)
- 1961: So ist Liebe (الحب كده)
- 1962: Rendezvous im Turm (موعد في البرج)
- 1962: Sie sind alle meine Kinder (كلهم أولادي)
- 1962: Die Wife Killing Society (جمعية قتل الزوجات)
- 1962: Der verfluchte Palast (القصر الملعون)
- 1963: Nasser Saladin (الناصر صلاح الدين)
- 1963: Weiche Hände (الأيدي الناعمه)
- 1964: Flucht aus dem Leben (هارب من الحياة)
- 1964: Ehemann im Urlaub (زوج في إجازة)
- 1964: Heiße Spur Kairo-London (La sfinge sorride prima di morire – Stop Londra)
- 1965: Kostbarer als mein Leben (أغلي من حياتي)
- 1966: Eine Frau aus Paris (زوجة من باريس)
- 1966: Meine Frau, der Generaldirektor (مراتي مدير عام)
- 1966: 3 Räuber (٣ لصوص)
- 1967: Die Würde meiner Frau (كرامة زوجتي)
- 1968: Der Wichser meiner Frau (عفريت مراتي)
- 1968: Der Nil und das Leben (النيل والحياة)
- 1968: Der Mann, der seinen Schatten verlor (الرجل الذي فقد ظله)
- 1968: 3 Frauen (ثلاث نساء)
- 1969: Guten Morgen meine liebe Frau (صباح الخير يا زوجتي العزيزة)
- 1969: Haremsmarkt (سوق الحريم)
- 1970: Sonnenuntergang und Sonnenaufgang (غروب وشروق)
- 1970: Das Auge des Lebens (عين الحياة)
- 1970: Gesichtslose Männer (رجال بلا ملامح)
- 1970: Jungfrau (برج العذراء)
- 1970: Die Frau meines Mannes (امرأة زوجي)
- 1971: Ein Hauch von Zärtlichkeit (لمسة حنان)
- 1971: Frau des Feuers (امرأة من نار)
- 1971: Die Attentäter (القتلة)
- 1972: Geständnisse einer Frau (إعترافات امرأة)
- 1972: Ein Aufruf zum Leben (دعوة للحياة)
- 1972: Paris und die Liebe (باريس والحب)
- 1972: Ein unvollendetes Verbrechen (جريمة لم تكتمل)
- 1972: Menschen und der Nil (الناس والنيل)
- 1973: Erinnerung an eine Liebesnacht (ذكري ليلة حب)
- 1973: Nofretete und Echnaton (Nofretete y Akhenaton)
- 1973: Der andere Mann (الرجل الآخر)
- 1974: Im Sommer müssen wir lieben (في الصيف لازم نحب)
- 1974: Dunya (دنيا)
- 1974: Feindliche Brüder (الأخوة الأعداء)
- 1974: 2 – 1 – 0 (اتنين-واحد-صفر)
- 1975: Die Sünder (المذنبون)
- 1975: Karnak (الكرنك)
- 1976: Die Welt der Kinder (عالم عيال عيال)
- 1976: Ich bin weder gesund noch verrückt
- 1978: Ein Reisender ohne Straße (مسافر بلا طريق)
- 1978: Wunsch und Preis (الرغبة والثمن)
- 1979: Engelssünde (خطيئة ملاك)
- 1981: Ein Moment der Schwäche (لحظة ضعف)
- 1981: Geheimbesuch (زيارة سرية)
- 1981: Ich lüge nicht, aber ich beschönige (أنا لا أكذب ولكني أتجمل)
- 1982: Pfau (الطاووس)
- 1985: Abschied von Bonaparte (وداعا بونابارت)
- 1986: Bitte und Ihre Güte (من فضلك وإحسانك)
- 1986: Zeitalter der Wölfe (عصر الذئاب)
- 1986: Das Weibchen
- 1987: Ein Mann in den Augen einer Frau
- 1987: Schlamm (الوحل)
- 1987: Der Barfuß-Millionär (المليونيرة الحافية)
- 1987: Die Frau weiß es besser
- 1988: Rote Trauerkleidung (ملابس الحداد الحمراء)
- 1988: Tage des Schreckens (أيام الرعب)
- 1988: Leider eine Frau (امرأة للأسف)
- 1988: Auch die Liebe stirbt (الحب أيضًا يموت)
- 1988: Usta-Direktor (الأسطي المدير)
- 1988: Tut mir leid, Sie zu stören (آسف للإزعاج)
- 1989: Die Kinder der Eh
- 1989: Wohnung von Herrn Aliwa (شقة الأستاذ عليوه)
- 1989: Verrat (خيانة)
- 1989: Die Geschichte von To
- 1989: Al-Haqoona
- 1989: Die Bösen
- 1990: Alexandria Violine und Violine (إسكندرية كمان وكمان)
- 1991: Dr. Manal tanzt
- 1992: Der Angeklagte (المتهمة)
- 1992: Außer meiner Tochter (إلا ابنتي)
- 1993: Minister in Gips (وزير في الجبس)
- 1993: Flammen der Rache (لهيب الإنتقام)
- 1993: Fünf-Sterne-Diebe (لصوص خمس نجوم)
- 1993: Disco-Disco
- 1993: Der Weg nach Eilat (الطريق إلى إيلات)
- 1994: Terrorist (الإرهابي)

### Theater
- 1964: Eine Kugel ins Herz (رصاصة في القلب)
- 1967: Rubabikia (روبابيكيا)
- 1968: Single und 3 Jungfrauen (عاذب وثلاث عوانس)
- 1973: Ein Mann für jedes Zuhause (رجل لكل بيت)
- 1974: Das Drei-Papiere-Hotel (فندق الثلاث ورقات)
- 1974: Eine Million Pfund (جوازة بمليون جنيه)
- 1979: Eine Frau ist genug (زوجة واحدة تكفي)
- 1979: Fall Nr. 1 (القضية رقم واحد)
- 1982: Einen Monat lang respektiert (محترم لمدة شهر)

### Fernsehen
- 1967: Nousa (نوسة)
- 1969: Der Mann mit den fünf Gesichtern
- 1971: Hexe (ساحرة)
- 1971: Schmetterling
- 1971: Mitternachtssäulen
- 1972: Seevogel
- 1977: Rückkehr des Geistes
- 1977: Diejenigen, die brennen
- 1977: Die Wahrheit … das Unbekannte
- 1978: Münder und Kaninchen
- 1979: Kriminalinspektor
- 1979: Der Forscher
- 1980: Katzenkopf
- 1980: Frauen gestehen ein Geheimnis
- 1982: Reise der Qual
- 1982: Ägyptische Dalia
- 1983: Die Rache einer Frau
- 1983: Wal
- 1983: Blumen und Dornen
- 1985: Eine Blume aus einem Obstgarten
- 1986: Die Ansar
- 1987: Flucht ins Gefängnis
- 1987: Liebe in einer diplomatischen Tasche
- 1988: Ich werde ihn nie vergessen (أبدًا لن أنساه)
- 1989: Berechnung der Jahre
- 1989: Schwarzweiß
- 1990: Die Familie von Professor Shalash (عائلة الأستاذ شلش)
- 1990: Raafat El Hagan
- 1991: Pfau
- 1993: Memoiren von Shoshu
- 1993: Mohammed ist der Gesandte
- 1993: Wütend und wütend
- 1993: Die letzte Rückkehr
- 1993: Der gute Mann (الرجل الطيب)
- 1993: Die Tränen Ihrer Majestät
- 1993: Fuchs

## Filmproduktion
- 1959: Zwischen den Ruinen (بين الأطلال)
- 1959: Der zweite Mann (الرجل الثاني)
- 1960: Engel und Dämon (ملاك وشيطان)
- 1962: Rendezvous im Turm (موعد في البرج)
- 1962: Ein Brief einer unbekannten Frau (رسالة من امرأة مجهولة)
- 1962: Ich bin der Flüchtling (أنا الهارب)
- 1966: Meine Frau, der Generaldirektor (مراتي مدير عام)
- 1966: 3 Diebe (٣ لصوص)
- 1969: Ein bisschen Angst (شئ من الخوف)
- 1972: Turnierreise (رحلة عذاب)
- 1973: Todeslied (أغنية الموت)
- 1973: Der andere Mann (الرجل الآخر)
- 1975: Ich will eine Lösung (أريد حلًا)